# Надежда Троян
Надежда Викторовна Троян (на беларуски: Наздея Віктараўна Траян; 24 октомври 1921 г., Дриса – 7 септември 2011 г., Москва) е съветска разузнавачка и медицинска сестра в партизанския отряд „Буря“, героиня на Съветския съюз, кандидатка на медицинските науки и старша лейтенантка на медицинската служба.

## Биография
Роденa e в Дриса, Витебска област. Завършва X клас.
Титлата „Герой на Съветския съюз“ с връчването на орден „Ленин“ и медал „Златна звезда“ (№ 1209) е присъдена на Надежда Викторовна Троян на 29 октомври 1943 г. за храброст и героизъм, проявени в борбата срещу нацистките нашественици.
След войната, през 1947 г., тя завършва 1-ви московски медицински институт. Работи като директор на Научноизследователския институт по здравно образование към Министерството на здравеопазването на СССР, доцентка в катедрата по хирургия на института. Членка е на президиума на Съветския комитет на ветераните от войната, на Комитета за мир, председателка на изпълнителния комитет на Съюза на дружествата на Червения кръст и Червения полумесец на СССР, членка на Съвета на Международната федерация на бойците на съпротивата и съпредседателка на Международната организация за здравно образование. Подписала е колективно писмо за реабилитация на Павел Судоплатов и неговия заместник Ейтингън, които са били затворени от Никита Хрушчов.

## Памет
Московското училище № 1288 е кръстено на Надежда Троян. В училището има голяма изложба, посветена на нея: изложени са нейни фотографии и награди.